# Championnat de Bulgarie de football 1933
Navigation
Saison précédente Saison suivante
La saison 1933 du Championnat de Bulgarie de football était la 9e édition du championnat de première division en Bulgarie. Treize clubs, représentant chacun une région de Bulgarie, prennent part à la compétition, qui se déroule sous forme de coupe avec match simple.
Le PFK Levski Sofia remporte la compétition en battant en finale le Shipchenski Sokol Varna. Il s'agit du tout premier titre de champion de l'histoire du club.

## Les 13 clubs participants
| - PFK Levski Sofia - FC Botev Vratsa - Levski Pleven - Levski Svilengrad - Borislav Stara Zagora - Chardafon Gabrovo - Shipchenski Sokol Varna | - Maria Luisa Lom - Napredak Ruse - Chernomorets Burgas - Botev Yambol - Petar Parchevich Plovdiv - Borislav Kyustendil |

## Compétition

### Premier tour
| Équipe 1                | Résultat | Équipe 2                 | Match | Appui |
| ----------------------- | -------- | ------------------------ | ----- | ----- |
| Borislav Kyustendil     | 3 - 2    | Petar Parchevich Plovdiv |       |       |
| Botev Yambol            | 1 - 0    | Chernomorets Burgas      | 0 - 0 | 1 - 0 |
| Napredak Ruse           | 3 - 0    | Maria Luisa Lom          |       |       |
| Shipchenski Sokol Varna | 3 - 0    | Chardafon Gabrovo        |       |       |
| Borislav Stara Zagora   | 1 - 0    | Levski Svilengrad        | 0 - 0 | 1 - 0 |
| Levski Pleven           | 6 - 0    | FC Botev Vratsa          |       |       |

### Quarts de finale
| Équipe 1         | Résultat | Équipe 2              |
| ---------------- | -------- | --------------------- |
| PFK Levski Sofia | 9 - 1    | Borislav Kyustendil   |
| Levski Pleven    | 1 - 2    | Napredak Ruse         |
| Botev Yambol     | 5 - 1    | Borislav Stara Zagora |

### Demi-finale
| Équipe 1         | Résultat | Équipe 2                |
| ---------------- | -------- | ----------------------- |
| Napredak Ruse    | 1 - 4    | Shipchenski Sokol Varna |
| PFK Levski Sofia | 4 - 2    | Botev Yambol            |

### Finale
| Équipe 1         | Résultat | Équipe 2                |
| ---------------- | -------- | ----------------------- |
| PFK Levski Sofia | 3 - 1    | Shipchenski Sokol Varna |

## Bilan de la saison
| Championnat de Bulgarie de football 1933 |                              |
| Champion                                 | PFK Levski Sofia (1er titre) |
| Promotions et relégations                |                              |
| Promus en A PFL                          | Aucun                        |
| Relégués en B PFL                        | Aucun                        |